# Llista d'asteroides/101501–101600
| Nom      | Designació provisional | Data de descobriment | Lloc de descobriment | Descobridor/s                        |
| -------- | ---------------------- | -------------------- | -------------------- | ------------------------------------ |
| 101501 - | 1998 XR8               | 12 de desembre, 1998 | Kitt Peak            | Spacewatch                           |
| 101502 - | 1998 XZ9               | 7 de desembre, 1998  | Caussols             | ODAS                                 |
| 101503 - | 1998 XL10              | 8 de desembre, 1998  | Caussols             | ODAS                                 |
| 101504 - | 1998 XK13              | 15 de desembre, 1998 | Caussols             | ODAS                                 |
| 101505 - | 1998 XM16              | 14 de desembre, 1998 | Socorro              | LINEAR                               |
| 101506 - | 1998 XP17              | 13 de desembre, 1998 | Rand                 | G. R. Viscome                        |
| 101507 - | 1998 XG18              | 8 de desembre, 1998  | Kitt Peak            | Spacewatch                           |
| 101508 - | 1998 XB20              | 10 de desembre, 1998 | Kitt Peak            | Spacewatch                           |
| 101509 - | 1998 XN20              | 10 de desembre, 1998 | Kitt Peak            | Spacewatch                           |
| 101510 - | 1998 XH22              | 11 de desembre, 1998 | Kitt Peak            | Spacewatch                           |
| 101511 - | 1998 XH23              | 11 de desembre, 1998 | Kitt Peak            | Spacewatch                           |
| 101512 - | 1998 XU25              | 14 de desembre, 1998 | Kitt Peak            | Spacewatch                           |
| 101513 - | 1998 XV25              | 14 de desembre, 1998 | Kitt Peak            | Spacewatch                           |
| 101514 - | 1998 XK26              | 15 de desembre, 1998 | Socorro              | LINEAR                               |
| 101515 - | 1998 XG27              | 15 de desembre, 1998 | Socorro              | LINEAR                               |
| 101516 - | 1998 XW28              | 14 de desembre, 1998 | Socorro              | LINEAR                               |
| 101517 - | 1998 XT42              | 14 de desembre, 1998 | Socorro              | LINEAR                               |
| 101518 - | 1998 XF45              | 14 de desembre, 1998 | Socorro              | LINEAR                               |
| 101519 - | 1998 XP50              | 14 de desembre, 1998 | Socorro              | LINEAR                               |
| 101520 - | 1998 XA52              | 14 de desembre, 1998 | Socorro              | LINEAR                               |
| 101521 - | 1998 XU58              | 15 de desembre, 1998 | Socorro              | LINEAR                               |
| 101522 - | 1998 XJ63              | 14 de desembre, 1998 | Socorro              | LINEAR                               |
| 101523 - | 1998 XD65              | 14 de desembre, 1998 | Socorro              | LINEAR                               |
| 101524 - | 1998 XK65              | 14 de desembre, 1998 | Socorro              | LINEAR                               |
| 101525 - | 1998 XM65              | 14 de desembre, 1998 | Socorro              | LINEAR                               |
| 101526 - | 1998 XB66              | 14 de desembre, 1998 | Socorro              | LINEAR                               |
| 101527 - | 1998 XM76              | 15 de desembre, 1998 | Socorro              | LINEAR                               |
| 101528 - | 1998 XS83              | 15 de desembre, 1998 | Socorro              | LINEAR                               |
| 101529 - | 1998 XH93              | 15 de desembre, 1998 | Socorro              | LINEAR                               |
| 101530 - | 1998 XO97              | 8 de desembre, 1998  | Anderson Mesa        | LONEOS                               |
| 101531 - | 1998 XT97              | 11 de desembre, 1998 | Anderson Mesa        | LONEOS                               |
| 101532 - | 1998 XS99              | 11 de desembre, 1998 | Anderson Mesa        | LONEOS                               |
| 101533 - | 1998 YK9               | 26 de desembre, 1998 | Prescott             | P. G. Comba                          |
| 101534 - | 1998 YC10              | 25 de desembre, 1998 | San Marcello         | L. Tesi, A. Boattini                 |
| 101535 - | 1998 YQ13              | 19 de desembre, 1998 | Kitt Peak            | Spacewatch                           |
| 101536 - | 1998 YE14              | 19 de desembre, 1998 | Kitt Peak            | Spacewatch                           |
| 101537 - | 1998 YX14              | 22 de desembre, 1998 | Kitt Peak            | Spacewatch                           |
| 101538 - | 1998 YO15              | 22 de desembre, 1998 | Kitt Peak            | Spacewatch                           |
| 101539 - | 1998 YE16              | 22 de desembre, 1998 | Kitt Peak            | Spacewatch                           |
| 101540 - | 1998 YO16              | 22 de desembre, 1998 | Kitt Peak            | Spacewatch                           |
| 101541 - | 1998 YM17              | 22 de desembre, 1998 | Kitt Peak            | Spacewatch                           |
| 101542 - | 1998 YK18              | 25 de desembre, 1998 | Kitt Peak            | Spacewatch                           |
| 101543 - | 1998 YK21              | 26 de desembre, 1998 | Kitt Peak            | Spacewatch                           |
| 101544 - | 1998 YS21              | 26 de desembre, 1998 | Kitt Peak            | Spacewatch                           |
| 101545 - | 1998 YH23              | 16 de desembre, 1998 | Socorro              | LINEAR                               |
| 101546 - | 1998 YZ26              | 16 de desembre, 1998 | Socorro              | LINEAR                               |
| 101547 - | 1998 YM27              | 27 de desembre, 1998 | Anderson Mesa        | LONEOS                               |
| 101548 - | 1998 YS29              | 27 de desembre, 1998 | Anderson Mesa        | LONEOS                               |
| 101549 - | 1998 YY29              | 27 de desembre, 1998 | Anderson Mesa        | LONEOS                               |
| 101550 - | 1999 AE                | 5 de gener, 1999     | Višnjan Observatory  | K. Korlević                          |
| 101551 - | 1999 AH1               | 7 de gener, 1999     | Kitt Peak            | Spacewatch                           |
| 101552 - | 1999 AP1               | 7 de gener, 1999     | Kitt Peak            | Spacewatch                           |
| 101553 - | 1999 AB4               | 10 de gener, 1999    | Oizumi               | T. Kobayashi                         |
| 101554 - | 1999 AL4               | 9 de gener, 1999     | Socorro              | LINEAR                               |
| 101555 - | 1999 AO5               | 12 de gener, 1999    | Oizumi               | T. Kobayashi                         |
| 101556 - | 1999 AW5               | 12 de gener, 1999    | Oizumi               | T. Kobayashi                         |
| 101557 - | 1999 AW6               | 9 de gener, 1999     | Višnjan Observatory  | K. Korlević                          |
| 101558 - | 1999 AE8               | 13 de gener, 1999    | Oizumi               | T. Kobayashi                         |
| 101559 - | 1999 AJ9               | 9 de gener, 1999     | Xinglong             | Beijing Schmidt CCD Asteroid Program |
| 101560 - | 1999 AA12              | 7 de gener, 1999     | Kitt Peak            | Spacewatch                           |
| 101561 - | 1999 AA14              | 8 de gener, 1999     | Kitt Peak            | Spacewatch                           |
| 101562 - | 1999 AD14              | 8 de gener, 1999     | Kitt Peak            | Spacewatch                           |
| 101563 - | 1999 AK15              | 9 de gener, 1999     | Kitt Peak            | Spacewatch                           |
| 101564 - | 1999 AV17              | 11 de gener, 1999    | Kitt Peak            | Spacewatch                           |
| 101565 - | 1999 AD21              | 13 de gener, 1999    | Gekko                | T. Kagawa                            |
| 101566 - | 1999 AO21              | 14 de gener, 1999    | Višnjan Observatory  | K. Korlević                          |
| 101567 - | 1999 AW22              | 15 de gener, 1999    | Catalina             | CSS                                  |
| 101568 - | 1999 AK30              | 14 de gener, 1999    | Kitt Peak            | Spacewatch                           |
| 101569 - | 1999 AH31              | 14 de gener, 1999    | Kitt Peak            | Spacewatch                           |
| 101570 - | 1999 AJ38              | 14 de gener, 1999    | Socorro              | LINEAR                               |
| 101571 - | 1999 AF39              | 9 de gener, 1999     | Anderson Mesa        | LONEOS                               |
| 101572 - | 1999 BF                | 16 de gener, 1999    | Oizumi               | T. Kobayashi                         |
| 101573 - | 1999 BQ                | 16 de gener, 1999    | Višnjan Observatory  | K. Korlević                          |
| 101574 - | 1999 BA1               | 17 de gener, 1999    | Catalina             | CSS                                  |
| 101575 - | 1999 BD2               | 18 de gener, 1999    | Catalina             | CSS                                  |
| 101576 - | 1999 BM2               | 19 de gener, 1999    | Caussols             | ODAS                                 |
| 101577 - | 1999 BV2               | 18 de gener, 1999    | Oizumi               | T. Kobayashi                         |
| 101578 - | 1999 BM3               | 20 de gener, 1999    | Kleť                 | Kleť                                 |
| 101579 - | 1999 BR4               | 19 de gener, 1999    | Caussols             | ODAS                                 |
| 101580 - | 1999 BZ5               | 21 de gener, 1999    | Višnjan Observatory  | K. Korlević                          |
| 101581 - | 1999 BY7               | 21 de gener, 1999    | Višnjan Observatory  | K. Korlević                          |
| 101582 - | 1999 BZ8               | 22 de gener, 1999    | Višnjan Observatory  | K. Korlević                          |
| 101583 - | 1999 BF10              | 23 de gener, 1999    | Višnjan Observatory  | K. Korlević                          |
| 101584 - | 1999 BP10              | 19 de gener, 1999    | Caussols             | ODAS                                 |
| 101585 - | 1999 BL11              | 20 de gener, 1999    | Caussols             | ODAS                                 |
| 101586 - | 1999 BN11              | 20 de gener, 1999    | Caussols             | ODAS                                 |
| 101587 - | 1999 BE12              | 22 de gener, 1999    | Oizumi               | T. Kobayashi                         |
| 101588 - | 1999 BH12              | 24 de gener, 1999    | Monte Agliale        | M. M. M. Santangelo, G. Cavalletti   |
| 101589 - | 1999 BP14              | 16 de gener, 1999    | Višnjan Observatory  | K. Korlević                          |
| 101590 - | 1999 BU20              | 16 de gener, 1999    | Socorro              | LINEAR                               |
| 101591 - | 1999 BB21              | 16 de gener, 1999    | Socorro              | LINEAR                               |
| 101592 - | 1999 BN24              | 18 de gener, 1999    | Socorro              | LINEAR                               |
| 101593 - | 1999 BU25              | 18 de gener, 1999    | Socorro              | LINEAR                               |
| 101594 - | 1999 BE26              | 26 de gener, 1999    | Višnjan Observatory  | K. Korlević                          |
| 101595 - | 1999 BJ26              | 16 de gener, 1999    | Kitt Peak            | Spacewatch                           |
| 101596 - | 1999 BR27              | 17 de gener, 1999    | Kitt Peak            | Spacewatch                           |
| 101597 - | 1999 BA30              | 19 de gener, 1999    | Kitt Peak            | Spacewatch                           |
| 101598 - | 1999 BC33              | 22 de gener, 1999    | Kitt Peak            | Spacewatch                           |
| 101599 - | 1999 BD34              | 17 de gener, 1999    | Anderson Mesa        | LONEOS                               |
| 101600 - | 1999 BX34              | 20 de gener, 1999    | Catalina             | CSS                                  |